# Byrrhodes intermedius
Byrrhodes intermedius är en skalbaggsart som först beskrevs av Leconte 1878.  Byrrhodes intermedius ingår i släktet Byrrhodes och familjen trägnagare. Inga underarter finns listade i Catalogue of Life.